# Chiny
Pour les articles ayant des titres homophones, voir Chini et Lac Chini.
Chiny (en gaumais Tchini) est une ville de Belgique, située en Région wallonne, dans la province de Luxembourg.
Le village connut son âge d'or avec le comté de Chiny qui dépendait, au Moyen Âge, du Saint-Empire romain germanique.

## Géographie
La commune de Chiny se trouve en Gaume, à la limite de l'Ardenne, dans la Lorraine belge. Suxy est le seul village de la commune ne s'y trouvant pas.
La ville de Chiny est aujourd'hui enclavée dans les forêts et entourée par la Semois, un affluent de la Meuse, sauf du côté sud.
Le parc national de la Vallée de la Semois est situé sur le territoire des communes de Bertrix, Bouillon, Chiny, Florenville, Herbeumont, Paliseul, Tintigny et Vresse-sur-Semois. Ses sites naturels font partie du réseau Natura 2000 , réseau écologique européen d' aires naturelles protégées .
| Herbeumont  | Neufchâteau | Léglise  |
|             | Chiny       |          |
| Florenville |             | Tintigny |

### Sections et villages

#### Sections
| # | Nom        | Superf. (km²) | Habitants (2022) | Habitants par km² | Code INS |
| - | ---------- | ------------- | ---------------- | ----------------- | -------- |
| 1 | Chiny      | 34,76         | 743              | 21                | 85007A   |
| 2 | Suxy       | 28,18         | 372              | 14                | 85007B   |
| 3 | Les Bulles | 6,23          | 538              | 85                | 85007C   |
| 4 | Izel       | 19,85         | 1.892            | 94                | 85007D   |
| 5 | Jamoigne   | 18,25         | 1.509            | 81                | 85007E   |
| 6 | Termes     | 6,78          | 238              | 37                | 85007F   |

#### Villages
Les autres villages ou hameaux sont : Frenois, La Haïlleule, Lamouline, Laneuville, Les Croisettes, Moyen, Pin, Pont Charreau, Prouvy, Romponcelle et Valansart.

## Démographie

### Évolution démographique avant la fusion de 1977
- Source: DGS, 1831 à 1970=recensements population, 1976= habitants au 31 décembre

### Évolution démographique de la commune fusionnée
En tenant compte des anciennes communes entraînées dans la fusion de communes de 1977, on peut dresser l'évolution suivante:
Les chiffres des années 1831 à 1970 tiennent compte des chiffres des anciennes communes fusionnées.
- Source: DGS , de 1831 à 1981=recensements population; à partir de 1990 = nombre d'habitants chaque 1 janvier[5]

## Histoire

### Origines et essor
Dom Calmet avoue l'ignorance commune des historiens de son temps sur l'origine de la simple bourgade de Chiny, située sur la rivière Semoy, entre Sedan et Arlon, à six lieues de distance de chacune. Mais il affirme que le renom du lieu est lié à l'installation du comté de Chiny. Une légende locale affirme d'ailleurs que le seigneur Othon de Warcq fonde Chiny à la fin du Xe siècle et en fait la première capitale du comté ainsi créé ex nihilo. Ses descendants sont les comtes de Chiny.
L'obscurité des temps anciens peut être partiellement levée par l'hypothèse d'un petit domaine royal au sein de la foresta mérovingienne. Chiny appartenant au fisc royal serait ainsi autant un relais de chasse et d'approvisionnement de la cour royale lors de son passage provisoire, qu'un très petit centre d'administration et gestion de l'espace forestier médiévale. Ce qui explique l'existence de la bourgade dès le Xe siècle.
Le comte Arnoul Ier de Chiny, Arnoû II le Grand selon la tradition lorraine, y fonde en 1097 un prieuré dédié à sainte Walburge ou Walburgis. Ce prieuré campagnard est initialement concédé au prestigieux monastère Saint-Arnould de Metz, mais il passe en 1132 sous un contrat de gestion accordé à l'ordre monastique des moines blancs cisterciens tout en restant directement sous la même égide de suzeraineté religieuse messine.
Au XIIe siècle, Chiny a rang de ville et capitale comtale, une place forte y est édifiée. Plusieurs entités des environs s'affranchissent de la loi de Beaumont, comme Les Bulles en 1270. Chiny obtient ainsi son titre de ville au travers d'un charte octroyant différents privilèges aux habitants. Mais, assez modeste et peu marchande, elle ne peut rivaliser avec les vraies, villes médiévales locales et grandes résidences comtales, que sont Yvois et Montmédy, cette dernière s'imposant vers 1230 comme capitale du comté de Chiny au début du siècle suivant. Un lent déclin de Chiny commence.

### Première période luxembourgeoise

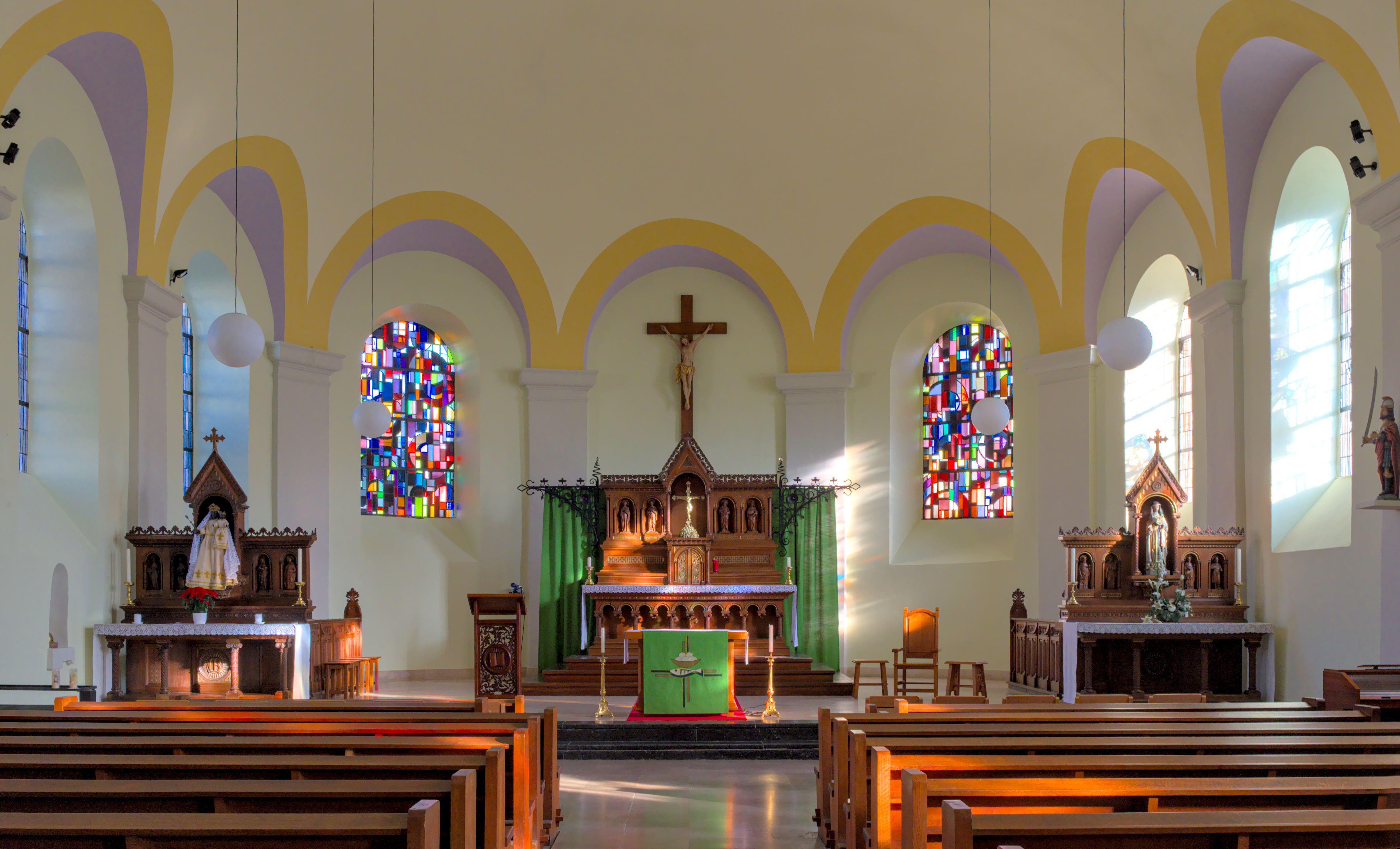
Intérieur de l'église Sainte-Walburge

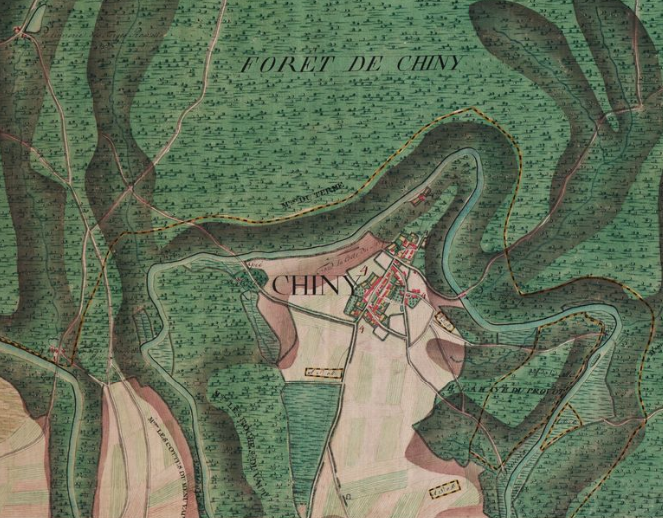
Chiny vers 1775, sur la carte de Ferraris.

En 1337, le comte de Luxembourg, Jean l'Aveugle achète une première moitié du comté de Chiny. Son fils Venceslas achètera l'autre moitié. Le comté de Luxembourg, auquel Chiny est dès lors rattaché, devient le duché de Luxembourg et 1353. La disparition du comté de Chiny autonome entre 1340 et 1364 ouvre une période d'insécurité pour les anciens habitants, aggravée par les malheurs des temps. La place forte de Chiny est tenue par différents officiers sans scrupules et militaires crapuleux. Au cours des années 1480, Robert le Diable, officier chargé officiellement de la place mène ses hommes et chevaliers en Lorraine, pour des courses ravageuses multipliant meurtres, captures d'otages et de troupeaux, saccages de récoltes et de villages. Selon la chronique manuscrite de Metz, rédigée par Jean Aubrion, le 13 juillet 1489, les troupes du duché de Lorraine et de Bar mettent le siège avec leur artillerie devant la place forte de Chini. Les troupes lorraines enlèvent la place et rasent la fortification.
En 1585, le souverain des Pays-Bas espagnols, Philippe II, roi d'Espagne, fait saisir le prieuré assez prospère et le place sous la commande des Jésuites du Luxembourg. Les biens du prieuré sont ainsi globalement affermés.
Au XVIIIe siècle, Chiny n'est décrite au mieux qu'en gros village.

### Période française
Comme l'ensemble de la région, le duché de Luxembourg et Chiny sont annexés à la première République dès 1795, après la Révolution française. Chiny est alors élevée en l'une des communes du canton de Florenville faisant partie de l'arrondissement de Neufchâteau, l'un des quatre arrondissements du département des Forêts.
Le prieuré et son emprise foncière ont disparu avec l'ancien régime mais on sait que le prieuré originel a laissé l'ancienne église paroissiale, en contrebas du château du XIIe siècle. L'ancien prieuré occupait aussi l'emplacement actuel des maisons Blaise et Barthélémy.

### Deuxième période luxembourgeoise
Après les défaites françaises lors de la campagne d’Allemagne, les grandes puissances se réunissent au congrès de Vienne pour débattre du sort à réserver aux anciens territoires annexés par le Premier Empire. Souhaitant disposer d'un rempart contre les éventuelles nouvelles ambitions expansionnistes françaises, elles décident de créer un nouvel état, « tampon » entre le nouveau royaume de France et la Prusse. C'est ainsi que, le 15 mars 1815, l'éphémère royaume uni des Pays-Bas voit le jour avec, comme souverain, Guillaume Ier de la maison d'Orange-Nassau. Au sud de ce nouvel état, Guillaume reçoit des territoires à titre personnel en échange de la cession à la Prusse des principautés d'Orange-Nassau, situées près de Coblence. Ces nouvelles possessions sont réunies sous la forme d'un grand-duché : le grand-duché de Luxembourg qui devient, en outre un état-membre de la nouvelle confédération germanique. Chiny fait alors partie de ce nouveau territoire.
En 1823, lors du redécoupage administratif de l'arrondissement administratif de Neufchâteau, Chiny passe dans l'arrondissement administratif de Virton, où la commune se trouve toujours aujourd'hui.

### Période belge
Dès août 1830, la Révolution belge et la guerre belgo-néerlandaise éclatent, entraînant une participation massive des Luxembourgeois et l'annexion du Grand-duché de Luxembourg à la Belgique dès le 16 octobre 1830. Chiny se trouvant dans le quartier wallon (de langues romanes) de la province de Luxembourg, elle demeura belge après la scission du Grand-duché de Luxembourg par le traité des XXIV articles le 19 avril 1839.
A la fin de la Seconde Guerre mondiale, le 10 novembre 1944, un bombardier B-17 de l'US Air Force tente un atterrissage d'urgence entre Jamoigne et Moyen, faisant deux blessés graves.
A l'occasion de la fusion des communes de Belgique de 1977, l'entité actuelle de Chiny est formée par l'adjonction des anciennes communes d'Izel, Jamoigne, Les Bulles, Suxy et Termes. Elle conserve toutefois son titre de ville.

## Héraldique
La ville de Chiny garde de son passé glorieux les armes inspirées par la maison comtale, et revues par les ducs de Luxembourg, soient trois truites d'or, portées l'une au-dessus de l'autre, le tout surmontée d'une couronne ducale.
|  | La ville possède des armoiries. Blasonnement : D'azur à trois poissons nageant d'argent l'un sur l'autre. L'écu sommé d'une couronne d'or à trois fleurons séparés chacun par une perle - Délibération communale : 20 juin 1977 - Arrêté royal : 6 août 1980 - Moniteur belge : 9 septembre 1980 Source du blasonnement : Lieve Viaene-Awouters et Ernest Warlop, Armoiries communales en Belgique, Communes wallonnes, bruxelloises et germanophones, t. 1 : Communes wallonnes A-L, Bruxelles, Dexia, 2002. |

## Politique

### Conseil et collège communal 2024-2030
Ci-dessous, le tableau des résultats des élections communales de 2024.
| Parti | Parti         | Voix (2024) | Voix (2018) | % (2024) | % (2018) | +/-   | Sièges  | +/-  | Collège |
| ----- | ------------- | ----------- | ----------- | -------- | -------- | ----- | ------- | ---- | ------- |
|       | MAJORITE      | 2.338       | -           | 66,59%   | -        | 0.0 % | 12 / 17 | 12.0 | Oui     |
|       | Inspire Chiny | 1.173       | -           | 33,41%   | -        | 0.0 % | 5 / 17  | 5.0  | Non     |
|       | Député-Maire  | -           | 3.318       | -        | 100,00%  | 0.0 % | - / 17  | 17.0 | Non     |
| Total | Total         | 3 511       | 3 318       | 100 %    | 100 %    |       | 17      |      |         |

| Collège communal   |                   |               |
| ------------------ | ----------------- | ------------- |
| Bourgmestre        | Sébastian Pirlot  | MAJORITE      |
| 1er Échevine       | Lisiane Malhage   | MAJORITE      |
| 2e Échevine        | Vovo Kambu        | MAJORITE      |
| 3e Échevin         | Alain Maitrejean  | MR - MAJORITE |
| 4e Échevin         | François Poncelet | MAJORITE      |
| 5e Échevin         | David Thiry       | MAJORITE      |
| Présidente du CPAS | Caroline Gillet   | MAJORITE      |

### Jumelages
Chiny est jumelée avec
- Connaux (France)
- Huisseau-sur-Cosson (France)
- Saint-Vérand (Rhône) (France)

### Sécurité et secours
La commune fait partie de la Zone de police Gaume pour les services de police, ainsi que de la Zone de secours Luxembourg pour les services de pompiers. Le numéro d'appel unique pour ces services est le 112.

## Patrimoine et culture

### Patrimoine architectural

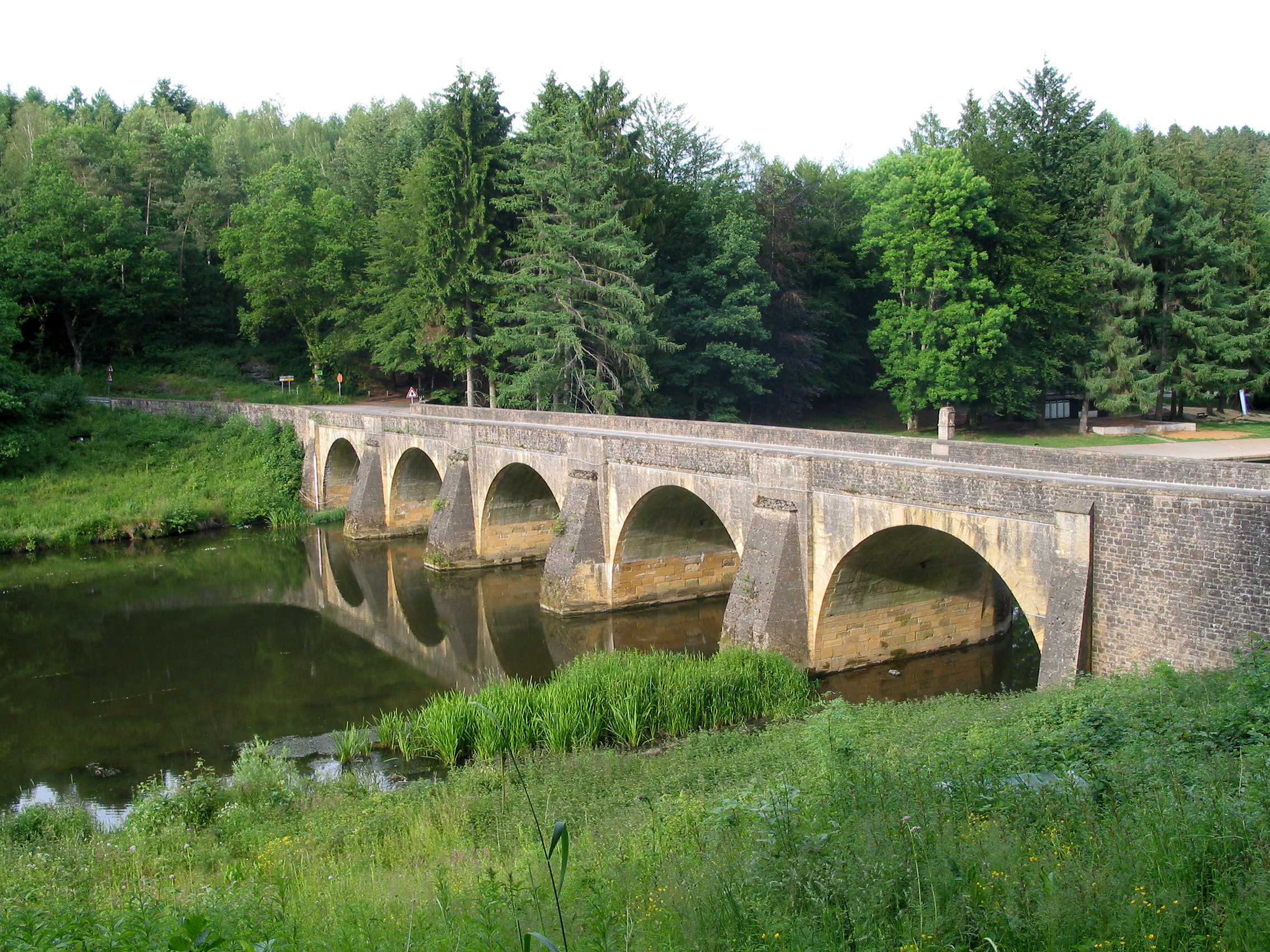
Le pont Saint-Nicolas

- Le pont Saint-Nicolas enjambant la Semois à Chiny [15]
- Le barrage hydroélectrique sur la Vierre à Suxy [16]
- Le château du Faing, à Jamoigne, qui abrite depuis 2012 l’administration communale [17].

### Culture
Le village de Chiny est le théâtre, chaque second week-end de juillet depuis 1990, d'un festival de conte. De nombreux conteurs et conteuses sont répartis dans tout le village ; certains dans des salles, certains à l'extérieur et certains même dans des barques sur la Semois.
Depuis juin 2007, le village d'Izel est le pôle musical pour l'organisation de la Fête de la musique autour du solstice d'été. Devenue 4e pôle en Wallonie (après Liège, Namur et Charleroi), cet événement est le fruit d'une initiative et coordination communale en collaboration étroite avec des partenaires associatifs locaux ou régionaux.

#### Dans la culture populaire
- L'astéroïde (1787) Chiny porte son nom.

## Économie

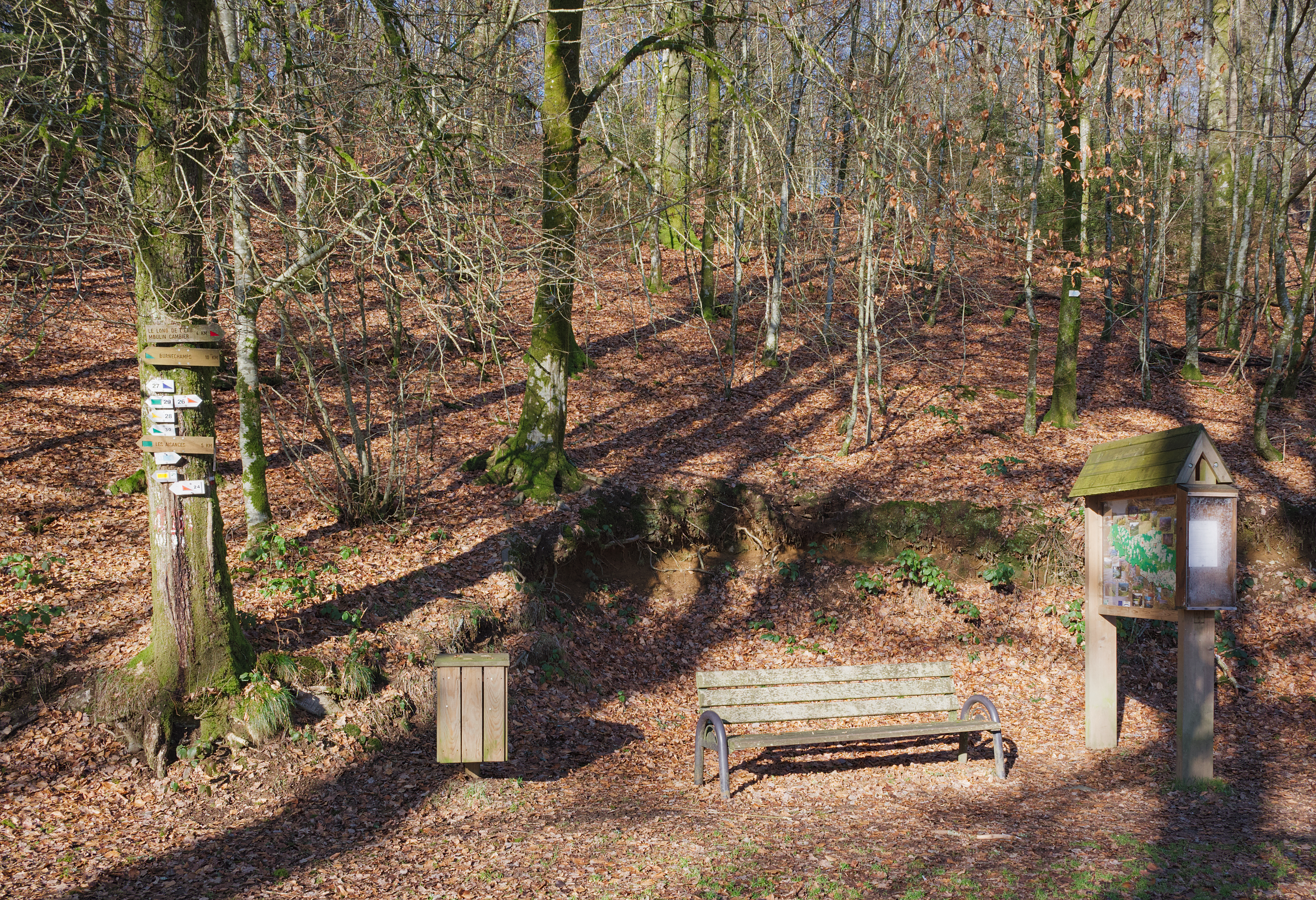
Indicateurs de promenades à Chiny.

### Tourisme

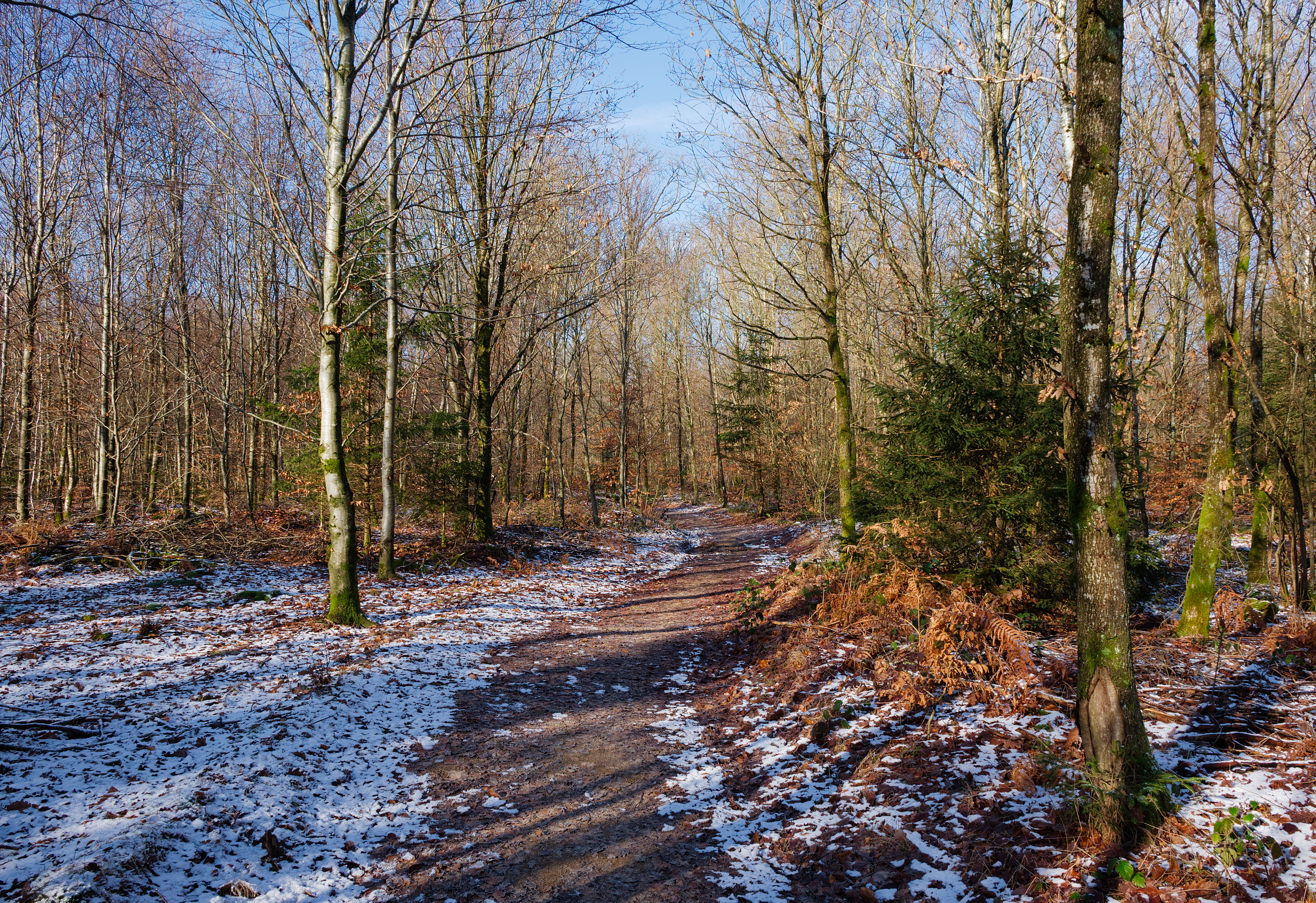
Chemin de promenade à Chiny.

Chiny dispose d'un bureau du Tourisme et de plus de 200 km de promenades balisées en forêt ou en rase campagne, 
De chaque côté de la Semois, Chiny présente un relief escarpé qui favorise la plongée photographique.

## Sports et vie associative

### Sports
Chiny dispose d'un centre sportif de l'ADEPS.

## Personnalités
- Paul Du Brux (1770-1835), né à Jamoigne, officier militaire, haut fonctionnaire pour l'Empire Russe et archéologue.
- Guy Goffette (1947-2024), poète et écrivain belge.
- Jacques Forget (1852-1933), prêtre catholique, théologien et orientaliste belge, professeur à l'Université catholique de Louvain, y est né.
- Jean-Claude Servais (1956-), auteur de bandes dessinées.